# Tainara Santos
Pour les articles homonymes, voir Santos (homonymie).
Tainara Lemes Santos est une joueuse brésilienne de volley-ball née le 9 mars 2000 à Jandira, dans l'État de São Paulo. Elle a remporté avec l'équipe du Brésil la médaille de bronze du tournoi féminin aux Jeux olympiques d'été de 2024, organisés à Paris.